# 27539 Elmoutamid
27539 Elmoutamid è un asteroide della fascia principale. Scoperto nel 2000, presenta un'orbita caratterizzata da un semiasse maggiore pari a 2,3321663 au e da un'eccentricità di 0,1137151, inclinata di 6,76881° rispetto all'eclittica.
L'asteroide è dedicato all'astronoma marocchina Maryame El Moutamid.